# Henrik Gjerkeš
Henrik Gjerkeš, slovenski strojnik, politik in univerzitetni profesor, 1965, Ptuj.
Gimnazijo Franca Miklošiča v Ljutomeru je končal leta 1984 in nato diplomiral leta 1991 na Tehniški fakulteti v Mariboru z diplomskim delom Tokovne razmere v vodilniku kaplanove turbine z metodo robnih elementov (COBISS). Magistrsko delo z naslovom Adaptivno vodenje absorpcijskih naprav (COBISS) in doktorsko disertacijo z naslovom Medsebojni vpliv nukleacijskih jeder pri vrenju tekočin v posodi (COBISS) je v letih 1995 in 1999 uspešno zagovarjal na Fakulteti za strojništvo v Ljubljani.
Med letoma 1992 in 2006 je bil zaposlen na Fakulteti za strojništvo v Ljubljani, od leta 2006 pa deluje na Univerzi v Novi Gorici. Poučuje na Poslovno-tehniški fakulteti in Fakulteti za znanosti o okolju, raziskovalno delo izvaja v okviru Centra za sisteme in informacijske tehnologije. Njegova bibliografija obsega več kot 170 enot, od tega 19 znanstvenih člankov z več kot 60 čistimi citati..
Od leta 2009 do začetka 2011 je bil minister v vladi Republike Slovenije, odgovoren za lokalno samoupravo in regionalni razvoj na listi DeSUS. Leta 2010 je bil krajši čas tudi minister za kmetijstvo Republike Slovenije. S položaja ministra za lokalno samoupravo in regionalni razvoj je konec 2010 odstopil po aferi, ko je vozil alkoholiziran.
Od leta 2011 je zaposlen deloma na Gradbenem inštitutu ZRMK v Ljubljani kot vodja projekta v Centru za bivalno okolje, gradbeno fiziko in energijo ter deloma na Univerzi v Novi Gorici kot znanstveni sodelavec in univerzitetni profesor – docent na Poslovno-tehniški fakulteti in Fakulteti za znanosti o okolju.
Njegovo znanstvenoraziskovalno in pedagoško delo združuje področja prenosa toplote, procesne tehnike, trajnostne in učinkovite rabe energije, okoljskih tehnologij in regionalnega razvoja. Z gospodarstvom in lokalnimi skupnostmi sodeluje v domačih in mednarodnih projektih s področja trajnostnega razvoja in inovativnih sistemov za rabo obnovljivih virov energije, kot je na primer v Sloveniji pionirski projekt trajnostne lokalne energetske samooskrb]
Je član Pomurske akademske znanstvene unije – PAZU. Od leta 2011 do 2014 je bil predsednik Ustanove dr. Antona Trstenjaka.